# Râul Tătârlaua
Râul Tătârlaua este un curs de apă, afluent al râului Târnava Mică. 